# Leon Cooper
Leon Cooper   (Nova York, 28 de febrer de 1930 - Providence, 23 d'octubre de 2024) va ser un físic i professor universitari estatunidenc guardonat amb el Premi Nobel de Física l'any 1972.

## Biografia
Va néixer el 28 de febrer de 1930 a Nova York. Es llicencià en física a la Universitat de Colúmbia, esdevenint posteriorment professor a la Universitat d'Illinois, així com professor convidat en universitats de Noruega, Itàlia i França.
Interessat en la física de l'estat sòlid, el 1957 desenvolupà al costat de John Bardeen i John Robert Schrieffer la Teoria BCS de la superconductivitat, per la qual a molt baixa temperatura es manifesta en els electrons una gran força d'atracció que els fa fluir aparellats de manera que, al passar prop d'un nucli atòmic, el primer electró cedeix energia que és després recuperada pel seu company. Aquesta teoria va tenir el seu origen el 1911 en el descobriment del neerlandès Heike Kamerlingh Onnes sobre la manca de resistència del mercuri als corrents elèctrics a temperatures properes al zero absolut.
Company d'investigacions d'Alfred P. Sloan entre 1959 i 1966, posteriorment realitzà investigacions a l'Institut d'Estudis Avançats de Princeton i a l'Organització Europea per a la Recerca Nuclear (CERN).
El 1972 fou guardonat amb el Premi Nobel de Física, juntament amb John Bardeen i John Robert Schrieffer, «pels seus treballs conjunts sobre la teoria de la superconductivitat, coneguda com a Teoria BCS».
Un dels protagonistes de la comèdia de situació The Big Bang Theory, Sheldon Cooper, rep el cognom en honor a Leon Cooper.